# セケイラ・コスタ
セケイラ・コスタ（José Carlos Sequeira Costa, 1929年7月18日 - 2019年2月21日）は、ポルトガル出身のピアニスト・音楽教師。ラフマニノフのピアノ曲、とりわけピアノ協奏曲全集の録音で知られる一方で、近年ではベートーヴェンのピアノ・ソナタの全曲録音を完結させている。

## 略歴
幼少期から並外れた楽才を発揮し、8歳でリスボンに移住して、フランツ・リスト最後の高弟ジョゼ・ヴィアナ・ダ・モッタの薫陶を受ける。1948年にヴィアンナ・ダ・モッタが逝去すると、ロンドンに移ってもう一人のリストの高弟であるマルク・ハンブルクに入門した。また、パリでマルグリット・ロンとジャック・フェヴリエに、スイスでエトヴィン・フィッシャーに師事した。これらの教師の指導のもとでドイツとフランスのピアノ楽派に通暁したことにより、独自の演奏様式や解釈を深める上で、その両方の伝統を役立てることができた。
22歳でロン＝ティボー国際コンクール第2位（第1位はジャニーヌ・ダコスタ）を獲得し、国際的な演奏活動に入る。5年後にヴィアンナ・ダ・モッタ国際音楽コンクールをリスボンにて開催し、1958年にディミトリー・ショスタコーヴィチに招待されたのを皮切りに、計6回モスクワ・チャイコフスキー国際コンクールの審査員を務めた。こんにちでも定期的な演奏旅行をこなしつつ、数々のマスタークラスを主宰する一方で、世界で最も名誉ある音楽コンクールの審査員団に定期的に参加している。1976年よりカンザス大学のピアノ教授に就任した。